# پژمان قلی‌پور
پژمان قلی‌پور ملاطی (۷ شهریور ۱۳۸۰ – ۲۶ آبان ۱۳۹۸) معترض ایرانی بود که در جریان اعتراضات آبان ۱۳۹۸ توسط نیروهای جمهوری اسلامی با شلیک گلوله کشته شد.

## زندگی
پژمان قلی‌پور، ۷ شهریور ۱۳۸۰ در لنگرود متولد شد. او به تازگی تحصیلات دبیرستان خود را تمام کرده بود و از طرفداران تیم استقلال بود. وی به دلیل علاقه به تیم تاج، نام صفحهٔ اینستاگرامش را «پژمان تاجی» گذاشته بود.

## کشته شدن
پژمان قلی‌پور، ۲۶ آبان ۱۳۹۸، سومین روز از اعتراضات مردمی به افزایش قیمت بنزین، شش روز پیش از جشن عروسی برادر بزرگش، به قصد خرید کت و شلوار برای عروسی از منزل خارج شد. او در میان جمعیت معترض، در مارلیک کرج با شلیک پنج گلوله توسط نیروهای امنیتی کشته شد، سه گلوله به سینه، یک گلوله به قلب که از پشتش خارج شده بود و یک گلوله دیگر به ابرویش اصابت کرد. پیکر پژمان قلی‌پور ملاطی، روز یکشنبه ۳ آذر ۱۳۹۸ در روستای ملاط لنگرود، به خاک سپرده شد.

## حواشی
- پژمان قلی‌پور ملاطی، در هنگام جان باختن زیر ۱۸ سال سن داشت و در فهرست کودکان کشته‌شده در اعتراضات آبان ۱۳۹۸ ایران قرار گرفت.[۱۳][۱۴]
- شهریور ۱۳۹۹ خانودهٔ نوید بهبودی و مهدی دائمی از جانباختگان اعتراضات آبان ۱۳۹۸، در آرامگاهِ پژمان قلی پور در روستای ملاط لنگرود، حاضر شدند و با خانوادهٔ او همدردی کردند. پس از آن، این خانواده‌ها از سوی نیروهای امنیتی مورد تهدید قرار گرفتند.[۱۵][۱۶]
- ویدئوی مربوط به مراسم تولد پژمان قلی‌پور، همراه با سوگواری مادرش، به صورت گسترده در فضای مجازی منتشر شد.[۱۷][۱۸][۱۹][۲۰][۲۱][۲۲]
- در پی برگزاری مراسم زادروز پژمان قلی‌پور در روستای ملاط لنگرود، نیروهای امنیتی با خانواده وی تماس گرفته و آنها را تهدید به عواقب منفی کارشان کردند.[۲۳][۲۴]
- در ۲۳ آبان ۱۳۹۹، مراسم نخستین سالگرد جان‌باختنِ پژمان قلی پور در کنار آرامگاه او برگزار شد.[۲۵][۲۶]
- در آستانهٔ انتخابات ریاست جمهوری خرداد ۱۴۰۰، محبوبه رمضانی، مادر پژمان قلی‌پور به همراه شماری از خانواده‌های کشته‌شدگان چهار دهه گذشته در ایران، به جمع تحریم‌کنندگان انتخابات پیوست.[۲۷]
- اشکان فدایی یکی از رپرهای ایرانی برای حمایت از پژمان قلی‌پور و مادرش آهنگی به نام «از کرج تا لنگرود» را خواند.[۲۸][۲۹]
- ۸ مرداد ۱۴۰۰، مادر پژمان قلی‌پور به همراه مادران میلاد محققی، ابراهیم کتابدار، فرهاد مجدم و وحید دامور در تهران بازداشت ضرب و شتم و پس از یک روز آزاد شدند. خواهر حمید رسولی، از کشته شده‌های آبان و یکی از خویشاوندان سجاد رضایی، از جان‌باختگان اعتراضات آبان ۱۳۹۸ در کرج نیز بازداشت شدند.[۳۰][۳۱][۳۲] مادر پژمان قلی‌پور پیش از بازداشت در مترو صادقیه تهران فریاد می‌زد: «بسه دیگه بردگی».[۳۳]
- ۲۷ آبان ۱۴۰۰، خانواده پژمان قلی‌پور (مادر، پدر و برادر)، توسط نیروهای امنیتی بازداشت شده و بعد از چندین ساعت بازجویی آزاد شدند. نیروهای امنیتی حین بازداشت وسایل ارتباطی این خانواده را ضبط کردند. صفحه اینستاگرام محبوبه رمضانی، مادر پژمان قلی‌پور نیز از دسترس خارج شد. خانواده پژمان قلی‌پور برای برگزاری مراسم دومین سالگرد کشته‌شدن پسرشان در آبان ۹۸ مورد تهدید نیروهای امنیتی قرار گرفته بودند.[۳۴][۳۵]
- آذر ۱۴۰۰، مادر پژمان قلی‌پور به همراه مادر نوید بهبودی با بستن یک چشم خود، با مجروحان اعتراضات اصفهان که با خشونت نیروهای امنیتی بینایی خود را از دست دادند ابراز همدردی کردند. آنها در پیامی اعلام کردند: «فرزندان مجروح اصفهان همانند فرزندان ما هستند و اجازه نمی‌دهیم خبر رنج آنها دفن شود.»[۳۶]

### محکومیت مادر به ۱۰۰ ضربه شلاق
۲۰ تیر ۱۴۰۱، محبوبه رمضانی، مادر پژمان قلی‌پور همزمان با خانواده‌های برخی دیگر از جانباختگان آبان ۱۳۹۸، بازداشت شد. خبرگزاری فارس، افراد بازداشت شده را به ارتباط با «سرویس جاسوسی بیگانه» و دریافت پول «از یک رابط مالی خارجی» متهم کرد.
پیمان قلی‌پور، برادر پژمان قلی‌پور، ۲۶ تیر در حساب کاربری خود در اینستاگرام اعلام کرد که مادرش به ۱۰۰ ضربه شلاق محکوم شده است. او گفت این حکم احتمالاً با کمپین حجاب، بی‌حجاب که ۲۱ تیر برگزار شد، مرتبط است. وی همچنین نوشت: «اینکه مادرم را دقیقاً روز قبل این کمپین بازداشت کردند، می‌تواند مرتبط باشد و ظاهراً آن روز بالاخره بهانه‌ای که مدتها بود دنبالش بودند را پیدا کردند».
او در بخش دیگری از یادداشت خود تنها جرم مادرش را «دادخواهی» عنوان کرد و گفت: «بیشترین دلیلی که باعث می‌شود این‌ها از او (مادرش) بترسند این است که حقیقت را فریاد می‌زند. از او می‌ترسند چون عکس پژمان را یک دقیقه زمین نمی‌گذارد».